# Football Manager
Football Manager er en række af computerspil fra Sports Interactive, der bliver udgivet årligt. Spillene er typisk navngivet efter årstallet efter, de er blevet udgivet, således at den seneste udgave fra 2019 hedder Football Manager 2020. Spilserien hed Championsship manager fra den første udgave i 1992 indtil 2005, hvor Football Manager 2005 var den første udgivelse under det nuværende navn..
Spilleren tager kontrol over en cheftræner på et fodboldhold. Ved hjælp af taktiske og administrative midler skal spilleren forsøge at skabe succes for klubben, turneringsmæssigt såvel som finansielt.

## Overblik
Spilleren kan vælge enten at styre en klub eller et landshold. Man kan også starte spillet som arbejdsløs. Man kan vælge imellem en lang række rigtige klubber, spillere og ligaer fra hele verden herunder Superligaen, Premier League og La Liga. Samtidig mens spillet kører, og de eksisterende spillere bliver ældre og ældre, kommer der nye fiktivt dannede spillere til.

### Spillere
Når man ansættes som manager i en klub, har man alle spillere til rådighed på førsteholdet, reserveholdet og U18-holdet. Derudover kan der være forretning i at sælge spillere, eller man kan ekspandere sin trup med spillerindkøb. Dette kan ske enten på fri transfer eller ved at byde. Ved bud, skal først og fremmest klubben give tilladelse, og senere hen skal spilleren også acceptere kontraktudspillet, før en handel kan endeligt indtræffes.
Alle spillere har en simulation af humør, vilje og fremtidsplaner. De kan have en mening om hvordan du snakker ved pausen i omklædningsrummet, eller eksempelvis synes du er en god træner. Deres humør afhænger oftest af hvordan de klarer sig individuelt, såvel som i en enhed, ved kampe. Men presseomtale kan også influere.
Humøret har indflydelse på hvordan de tackler kommende kampe. Deres meninger om spillerens management er afgørende for, om de ser en fremtid i klubben.
Men hvis deres fremtidsplaner rækker udover klubbens realistiske formåen, kan de også ønske at forlade klubben. Det er så efterfølgende op til manageren, hvad der skal ske juridisk, såvel som hvordan han/hun ønsker at tackle det på det personlige plan mellem manager og spiller. Hvis en spiller er utilfreds med klubben, kan han udover at ønske sig solgt eller angivet på fri transfer, nægte at møde op til træning og sløse til kampene.

### Kampe
Kampe som spillerens hold ikke deltager i, bliver simuleret, og resultaterne bliver synlige når simulationen er overstået. Alle hold der ikke styres af spilleren, bliver styret af computeren.
Spilleren kan også følge sit hold spille i en visuel 2-D eller 3-D simulator, og/eller med tilhørende tekstet kommentering. Under kampen kan man ændre taktik og udskifte spillere, og i pausen og ved fuldtid kan man lave holdsnak. Her får man mulighed for at fortælle om man er skuffet over indsatsen, tilfreds, henrykt eller lignende.

### Træning
Man kan styre både hele holdets træning og vælge, at individuelle spillere skal fokusere på noget bestemt så som afleveringer, frispark etc.

### Taktik
Taktisk har spilleren mange muligheder for at justere. Først og fremmest kan man indstille formationen og løbepile. Derudover kan man også justere holdinstruktioner, som eksempelvis
- Mentalitet
- Afskærmninger
- Afleveringsstil
- Kreativ frihed
- Spil på offside-fælden
- Spil på kontraangreb
- Med mere

Mange af de samme indstillinger kan man gentage under spillerinstruktioner, omend der et par indstillinger som er anderledes.

## Scouting-netværk
Sports Interactive er kendt for at bruge et stort netværk af frivillige scouts for at vurdere, hvor virkelighedens spillere skal være i spillet. Virkelige klubber fx Everton F.C. har brugt Football Managers database til deres egen scouting.